# Euploea eucompta
Euploea eucompta är en fjärilsart som beskrevs av Hans Fruhstorfer 1903. Euploea eucompta ingår i släktet Euploea och familjen praktfjärilar. Inga underarter finns listade i Catalogue of Life.